# Гвоздинський Володимир Миколайович
Володи́мир Микола́йович Гвозди́нський ((нар. 3 жовтня 1998, с. Пашена Балка, Дніпропетровська область — пом. 29 липня 2022, смт Оленівка, Донецької області) — український військовослужбовець, молодший сержант Окремого загону спеціального призначення «Азов» Національної гвардії України, учасник російсько-української війни, який відзначився під час відбиття російського вторгнення в Україну і загинув у полоні внаслідок терористичного акту, вчиненого в ніч проти 29 липня 2022 року російськими окупаційними військами на території колишньої Волноваської виправної колонії № 120. Кавалер ордена «За мужність» ІІ та ІІІ ступеня (2023, посмертно, та 2022).

## Життєпис
Народився 3 жовтня 1998 року в селі Пашена Балка на Дніпропетровщині. Згодом з родиною переїхав до м. Кам'янського. Батько був ветераном війни у Афганістані, помер, коли Володимиру було 9 років. 
До дев'ятого класу навчався у ліцеї № 3, пізніше здобув середню спеціальну освіту в професійно-технічному училищі № 15. Ще в підлітковому віці брав участь у різних національно-патріотичних заходах. З 14 років мріяв стати військовим, а саме — служити в «Азові». Щойно йому виповнилось 18, одразу сголосився добровольцем у омріяний підрозділ.
2021 року виконував обов'язки заступника командира мінометної батареї з технічної частини 2-го батальйону, слідкував за станом автомобільної техніки. Був хорошим водієм, неодноразово вже під час повномасштабної війни у Маріуполі вивозив побратимів з-під обстрілів, рятуючи їхні життя.
|                  | «Він завжди міг знайти до людини підхід. Знав як розговорити, підтримати, але й привести до тями теж умів. Все залежало від його настрою. Попри свій вік, Вова завжди здавався мені дорослим не по роках. Я постійно дивувалась його ідеям, його поглядам на життя, його баченню різних ситуацій. Це й підкорило мене в ньому. Його серйозність, його розуміння чого він хоче від життя. Він не теліпався по життю, не плив за течією, а чітко знав, чого хоче. Це моментами приголомшувало... Коли гуляли нашим містом, завжди підгодовували вуличних котів. Але Вова не тільки до тварин був добрим і дбайливим, а й до людей. Часто, особливо взимку, купував їжу та теплий чай безпритульним і жебракам. Якщо бачив людину біля магазину, яка просила допомоги, завжди купував їжу, але ніколи не давав грошей...». |
| — Ганна, дружина | |

Володимир вступив на заочну форму навчання до Бердянського державного педагогічного університету, мріяв подорожувати Україною з дружиною і сином, ходити в гори. Хотів піклувався про безпритульних котів.
Також «Мінфін» створив спільноту ATF (Anti Terror Force), де об’єдналися однодумці Володимира, що поділяли такі цінності, як  патріотизм, чесність, бажання змінювати країну на краще. У Telegram та Instagram Володимир ділився своїми думками, розповідав молоді про війну, говорив, що бути воїном — це честь, висвітлював новини, доносив людям важливі та цікаві йому речі, підіймав бойовий дух, презентував власний мерч (футболки, піни, патчі), допомагав у зборі коштів на потреби військових. Саме завдяки його каналу чимало хлопців пов'язали своє життя з військовою справою (після загибелі Володимира цю групу почала вести його дружина). 
Початок повномасштабної війни «Мінфін» зустрів із побратимами на базі в Урзуфі, обіймаючи посаду командира міномета 1-ї обслуги міномета 1-го мінометного взводу мінометної батареї 2-го батальйону оперативного призначення ОЗСП «Азов». 17 квітня 2022 року Володимир був нагороджений орденом «За мужність» ІІІ ступеня, пізніше в умовах бойових дій йому було присвоєно чергове військове звання «молодший сержант». 
Після боїв за Маріуполь і героїчної оборони «Азовсталі» 20 травня 2022 року за наказом вищого військового керівництва заради збереження життя людей Володимир вийшов з побратимами з «Азовсталі» та потрапив у так званий «полон за домовленістю» . Утримувався на території колишньої Волноваської виправної колонії № 120 в окупованому селищі Молодіжному, що неподалік колишнього адміністративного центру селищної ради смт Оленівки колишнього Волноваського (нині – Кальміуського) району Донецької області, де окупанти утворили фільтраційну в’язницю.
У ніч на 29 липня 2022 року прийняв мученицьку смерть у полоні внаслідок масового вбивства військовополонених, влаштованого окупантами у колонії в Оленівці.
23 липня 2023 року тіло Володимира Гвоздинського було кремовано на Байковому кладовищі у Києві. Рідні планують поховати його прах на Національному військовому меморіальному кладовищі, будівництво якого поки відкладається. 

## Родина
У Володимира залишилися дружина Ганна, син Тимофій, мама Олена Володимирівна, бабуся Надія Петрівна, дві старші сестри.

## Нагороди
- Відзнака Президента України «За участь в антитерористичній операції»;
- Орден «За мужність» ІІІ ступеня (17 квітня 2022 року, посмертно) — за особисту мужність і самовіддані дії, виявлені у захисті державного суверенітету та територіальної цілісності України, вірність військовій присязі[5].
- Орден «За мужність» ІІ ступеня (3 листопада 2023 року, посмертно) — за особисту мужність і самовідданість, виявлені у захисті державного суверенітету та територіальної цілісності України, сумлінне та бездоганне служіння Українському народові[6].